# Vrbovec (Znojmói járás)
Vrbovec település Csehországban, a Znojmói járásban. Vrbovec Znojmo, Dyjákovičky, Chvalovice és Strachotice településekkel határos. Lakosainak száma 1272 fő (2024. január 1.).

## Népesség
A település lakosságának változását az alábbi diagram mutatja:
| Lakosok száma | 1321 | 1385 | 1438 | 796  | 993  | 1070 | 1154 | 1157 | 1169 | 1272 |
|               | 1869 | 1890 | 1921 | 1950 | 1980 | 2001 | 2017 | 2019 | 2022 | 2024 |